# General Roca (Río Negro)
General Roca je město ležící v provincii Río Negro v Argentině. Nachází se centrální části státu, severní části provincie Río Negro a na severu Patagonie. Je hlavním městem departementu General Roca. Při sčítání lidu v roce 2010 mělo město 81 534 obyvatel. Město bylo založeno v roce 1879. Je pojmenované po argentinském prezidentovi Juliu A. Rocovi, který vedl úspěšné argentinské snahy o obsazení Patagonie. Tím byli vytlačeni a podrobeni místní indiáni, především z kmene Mapučů, přičemž argentinský postup v tomto konfliktu je v současnosti hodnocen kontroverzně kvůli obviněním z genocidy indiánů. Město bylo založeno právě během tohoto konfliktu.